# Augsburgska interim
Augsburgska interim kallar man den av kejsar Karl V vid riksdagen i Augsburg 1548 framlagda religionsstadgan, genom vilken han hoppades att kunna på fredlig väg slita den mellan katoliker och protestanter uppkomna striden. Oaktat detta interim fordrade en nära nog fullständig återgång till katolicismen, lyckades det icke vinna några egentliga sympatier bland katolikerna och ännu mindre bland protestanterna, åt vilka det knappast medgav annat än prästerliga äktenskap samt åtnjutandet av nattvarden med både bröd och vin. 
Hertig Moritz av Sachsen, nybliven kurfurste, lät därför framlägga det av protestanternas förnämsta ledare samma år utarbetade Leipzigska interim, i vilket åtskilliga eftergifter hade gjorts med avseende på de katolska ceremonierna, men som dock i allt huvudsakligt fasthöll det evangeliska lärobegreppet. Detta interim kunde dock lika litet som det förra tillfredsställa de stridande partierna, vilka först genom religionsfreden i Augsburg (1555) kom på det klara med varandra.